# Lincolnshire (graafschap)
Lincolnshire is een shire-graafschap (non-metropolitan county OF county) in de Engelse regio East Midlands en telt 751.171 inwoners. De oppervlakte bedraagt 5937 km².
Lincolnshire grenst aan Norfolk, Cambridgeshire, Rutland, Leicestershire, Nottinghamshire, South Yorkshire, East Riding of Yorkshire en voor slechts 19 meter en daarmee Engelands kortste graafschapgrens aan Northamptonshire.
De graafschaphoofdstad is het oude stadje Lincoln.

## Demografie
Van de bevolking is 18,8 % ouder dan 65 jaar. De werkloosheid bedraagt 2,9 % van de beroepsbevolking (cijfers volkstelling 2001).
Het aantal inwoners steeg van ongeveer 588.600 in 1991 naar 646.645 in 2001.

## Overzicht districten
| Lokaal bestuurde gebieden en plaatsen | Lokaal bestuurde gebieden en plaatsen       |
| Nr.                                   | District/Unitary                            |
| ------------------------------------- | ------------------------------------------- |
| 1                                     | Lincoln                                     |
| 2                                     | North Kesteven                              |
| 3                                     | South Kesteven                              |
| 4                                     | South Holland                               |
| 5                                     | Boston                                      |
| 6                                     | East Lindsey                                |
| 7                                     | West Lindsey                                |
| 8                                     | North Lincolnshire (unitary authority)      |
| 9                                     | North East Lincolnshire (unitary authority) |

| Detailkaart |
| ----------- |
|             |

## Plaatsen
- Lincoln
- Boston
- Grantham
- Spalding
- Stamford
- Scunthorpe
- Cleethorpes
- Grimsby

## Afkomstig uit Lincolnshire
- Henry Bolingbroke (1367-1413), koning van Engeland
- John Smith (1580-1631), ontdekkingsreiziger en stichter van Jamestown.
- John Wesley (1703-1791), predikant en theoloog
- Matthew Flinders (1774-1814), ontdekkingsreiziger en cartograaf
- John Franklin (1786-1847), ontdekkingsreiziger en cartograaf
- Harriet Arbuthnot (1793-1834), autobiograaf en politiek gastvrouwe
- Bernie Taupin (1950), Engels-Amerikaanse tekstdichter